# Speed Buggy (Automarke)
Speed Buggy war eine brasilianische Automarke.

## Markengeschichte
Ein Unternehmen aus Rio de Janeiro stellte in der ersten Hälfte der 1980er Jahre Automobile und Kit Cars her. Der Markenname lautete Speed Buggy.

## Fahrzeuge
Das einzige Modell war ein VW-Buggy. Die offene türlose Karosserie hatte einen Überrollbügel hinter den vorderen Sitzen. Ein luftgekühlter Vierzylinder-Boxermotor im Heck trieb die Hinterräder an. Die runden Scheinwerfer waren freistehend montiert.